# Robert Dixon-Smith, Baron Dixon-Smith

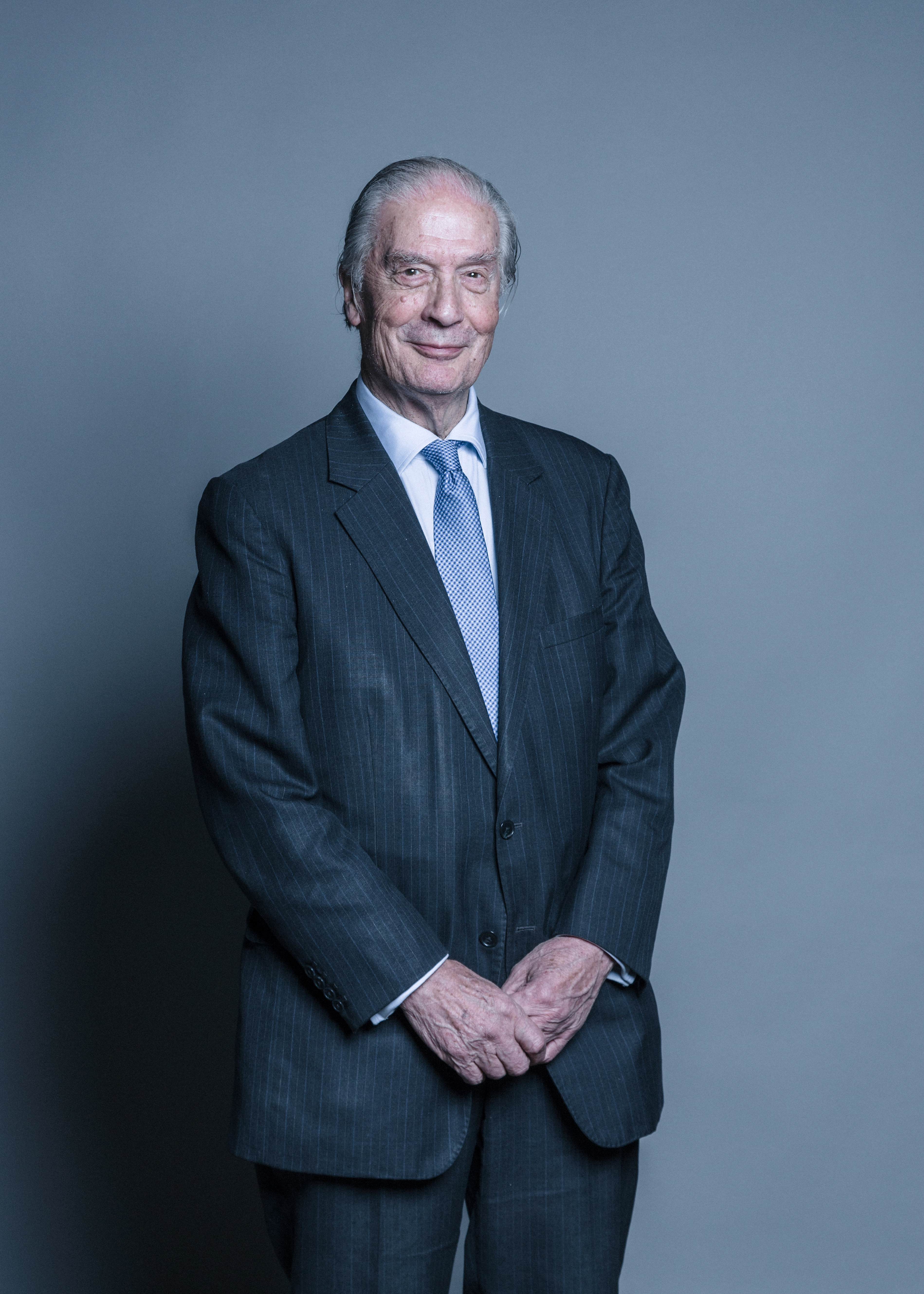
Robert Dixon-Smith, Baron Dixon-Smith

Robert William Dixon-Smith, Baron Dixon-Smith DL, (* 30. September 1934) ist ein britischer Landwirt und Politiker der Conservative Party. Lord Dixon-Smith ist ehemaliger Schattenminister des Department for Communities and Local Government.

## Jugend und Ausbildung
Der Sohn von Dixon und Alice Winifred Smith ging auf die Oundle School, die St. Johnsbury Academy in Vermont und das Writtle Agricultural College in Essex. Seinen Militärdienst absolvierte er von 1956 bis 1957 bei den King’s Dragoon Guards und ging als Second Lieutenant ab.

## Berufliches
Von 1967 bis 1994 war er Rektor des Writtle Agricultural College und von 1973 bis 1985 im Vorstand. In den Jahren 1993 und 1994 war er im Vorstand der Anglia Polytechnic University und von 1973 bis 2000 Rektor.

## Politische Karriere
Dixon wurde 1965 in den Rat des Essex County Council gewählt; er war Vizevorsitzender von 1983 bis 1986 und Vorsitzender von 1986 bis 1989. Er war kurzfristig Schattenminister für Umwelt.
Am 11. Oktober 1993 wurde er als Baron Dixon-Smith, of Bocking in the County of Essex, zum Life Peer erhoben. Im Dezember 1998 wurde er vom Parteivorsitzenden zum Sprecher für Regionalangelegenheiten ernannt.
Im Juli 2008 musste er sich nach einer rassistischen Entgleisung während einer Debatte öffentlich entschuldigen.

## Persönliches
Lord Dixon-Smith ist seit 1960 mit Georgina Janet Cook verheiratet. Sie haben einen Sohn und eine Tochter.